# かや山の家
かや山の家（かややまのいえ）は、京都府与謝郡与謝野町温江1401にある、大江山の豊かな自然を活かした交流活動の拠点施設。宿泊施設やジビエ解体加工設備も備える。標高158 m。

## 歴史
1978年（昭和53年）に「京都府加悦青少年山の家」として開設された。木造平屋建て11室の客室と研修室を備え、主に小中学生のクラブ活動の合宿に利用された。運営は府から無償貸与を受けた加悦町（当時）が「温江区山の家運営委員会」に管理を委託していた。
2006年（平成18年）に町が合併して与謝野町となると、その直後から町は府に対し、「青少年の健全育成のため」とする当初の設置目的以外の利用者を確保するため、山の家の譲渡を申し入れ始めた。当時の商工観光課長は「大江山の登山客ら一般の人にも幅広く利用されること」「大江山ネイチャーガイド養成の拠点施設となること」を期待すると京都新聞の取材にその理由を説明している。
2009年（平成21年）に与謝野町が京都府から譲り受けると、町はトイレの完全水洗化など施設整備を進め、管理運営に関する条例を策定。指定管理者制度のもと、温江区が管理運営を行い、林間学校、スポーツ合宿、食事会などに利用されたが、利用者数の減少や建物の老朽化などの問題は残っていた。
2017年（平成29年）に株式会社かや山の家運営委員会が設立されて再スタートを切ると、2021年（令和3年）には大規模改修工事を終えてリニューアルオープンした。この際には与謝野町で初となるジビエ解体加工施設が新たに併設され、食堂においてジビエ料理の提供も開始した。

## 特色
2020年代、与謝野町ではシカの獣害対策が喫緊の課題となっており、2020年（令和2年）には約1,000頭が駆除されながら、処理施設がなかったために有効な活用が図られていなかった。ジビエ事業と宿泊事業の両立を実現したかや山の家の取り組みは、農林水産省の農村振興局が「ジビエ利活⽤の取組事例ー全国の多様な取組ー」として紹介する。
かや山の家のコンセプトのひとつには、客に自然の中でゆっくりした時間の流れを感じてもらえるような「日本の昔の暮らし」があるといい、宿泊とレストラン「ヤマノウエ食堂」を経営の柱としつつ、バーべキューや様々なイベントでの利用にも対応し、アートイベント「ヤマーソニック」などの会場となっている。

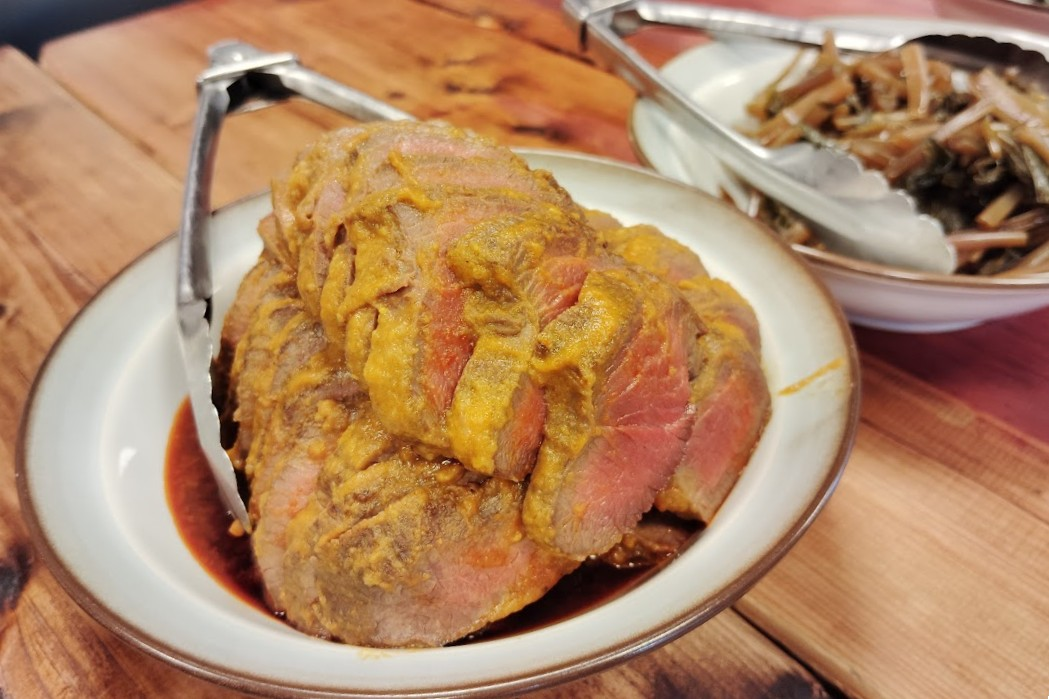
ジビエ料理

## 運営
施設の運営管理を行うのは、株式会社かや山の家運営委員会である。2017年（平成29年）に有志5名によって設立された。
代表の青木博は30歳の時にUターンした料理人であり、ジビエの解体や加工も行う。温江地区出身の青木には幼少期はアレルギーがあり、自家製の無農薬野菜や無添加の料理を食べて育った。やがてアレルギーが寛解した後も人工的な味付けは身体が受け付けず、かや山の家においても極力添加物を使用しない、安心で安全な料理を提供する。
青木は地元高校を卒業後、大阪にある香港スタイルの中華料理店の厨房で約5年働いた後、ベトナム料理店から誘いを受けて転職。その後、バックパッカーとしてアジア、ヨーロッパ各国を歴訪し、帰国後はグランメゾンと称されるイタリア料理店でホールスタッフとして働き、ソムリエの免許を取得した。さらに鉄板焼き店でも経験を積んだ後、結婚と子育てを機にUターンして、地元のレストランで3年間料理長を務めたのちに、かや山の家の再興に携わることとなり、現在に至る。
かや山の家は、クラフトビールに用いるビール原料のホップ圃場を併設しており、温江地区内の集落営農組織や農産加工組織にも参画する。
かや山の家スタッフが生産に携わる「与謝野ホップ」は、ホップ生産地としては緯度が比較的南にあるため、他産地と比べて2カ月近く早い6～7月からの収穫を可能という特徴がある。与謝野町は2015年（平成27年）に、ホップ産地としてスタートし、町をあげて「与謝野クラフトビール醸造事業」を推進しており、2019年（令和元年）11月には国にビール醸造に関する規制を緩和する「ビールの自家醸造特区の設置」を申請した。